# Kotla (gmina)
Kotla – gmina wiejska w województwie dolnośląskim, w powiecie głogowskim. W latach 1975–1998 gmina położona była w województwie legnickim.
Siedziba gminy to Kotla.
Według danych z 31 grudnia 2015 gminę zamieszkiwało 4461 osób. Natomiast według danych z 31 grudnia 2019 roku gminę zamieszkiwało 4455 osób.
Według danych z 30 czerwca 2020 roku gminę zamieszkiwało 4458 osób.

## Struktura powierzchni
Według danych z roku 2002 gmina Kotla ma obszar 127,75 km², w tym:
- użytki rolne: 53%
- użytki leśne: 37%

Gmina stanowi 28,83% powierzchni powiatu.

## Demografia

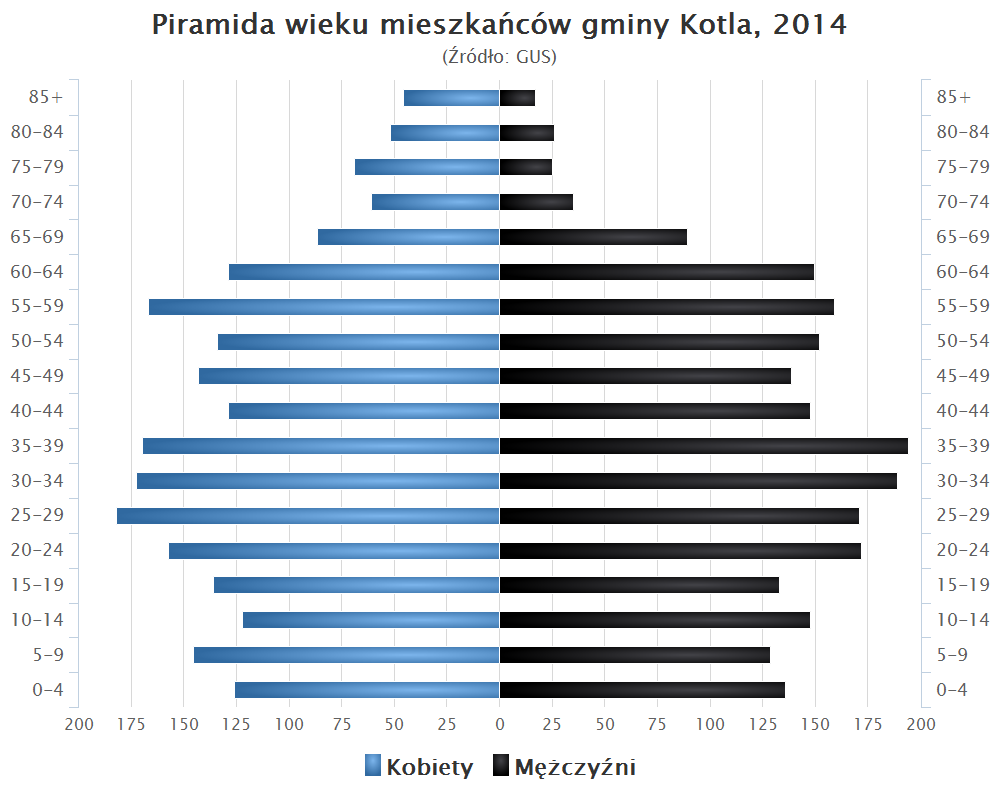
Piramida wieku mieszkańców gminy Kotla w 2014 roku

Dane z 30 czerwca 2004:
| Opis                              | Ogółem | Ogółem | Kobiety | Kobiety | Mężczyźni | Mężczyźni |
| --------------------------------- | ------ | ------ | ------- | ------- | --------- | --------- |
| jednostka                         | osób   | %      | osób    | %       | osób      | %         |
| populacja                         | 4 464  | 100    | 2 232   | 50      | 2 232     | 50        |
| gęstość zaludnienia (mieszk./km²) | 31,8   | 31,8   | 15,9    | 15,9    | 15,9      | 15,9      |

## Sołectwa
Ceber, Chociemyśl, Grochowice, Głogówko, Kotla, Kozie Doły, Krzekotówek, Kulów, Moszowice, Skidniów, Sobczyce, Zabiele.

## Pozostałe miejscowości
Bogomice, Dorzecze, Krążkówko, Leśna Dolina, Pękoszów, Skidniówek, Skórzyn, Winowno, Zaszków.

## Wójtowie gminy
- Czesława Kozłowska
- Halina Fendorf (od 2006 do 2010)
- Łukasz Horbatowski (od 2010)

## Sąsiednie gminy
Głogów, Głogów (miasto), Siedlisko, Sława, Szlichtyngowa, Żukowice